# SES
SES S.A. är en satellitoperatör med säte i Betzdorf, Luxemburg. SES är noterat på börsen i Luxemburg och på Euronext i Paris under börssymbolen SESG. Aktien ingår i följande index: LuxX, CAC Next20 och Euronext 100.
SES är världens näst största satellitoperatör för telekommunikation räknat i omsättning och har en flotta på över 50 geostationära satelliter som har en räckvidd att nå 99 procent av världens befolkning Satelliterna tillhandahåller kommunikationstjänster för affärsverksamheter och myndigheter, och sänder TV- och radiokanaler till tittare och lyssnare över hela världen. 2013 distribuerade SES över 6200 TV-kanaler (varav 1800 i HD-kvalitet).
Efter att ursprungligen ha grundats under namnet Société Européenne des Satellites år 1985, bytte företaget 2001 namn till SES Global, för att 2006 återgå till SES.
SES är en av de globala marknadsledarna när det gäller tjänster för satellitkommunikation och en pionjär för mycket av teknikutvecklingen inom sitt fält. SES var till exempel en av föregångarna till DTH och först med samlokalisering av satelliter, digitala sändningar och HDTV. År 2007 blev SES utsedd till ”Satellite Operator of the Year”, och företagets CEO Romain Bausch fick utmärkelsen ”Satellite Executive of the Year” år 2002.

## SES Tjänster
SES erbjuder satellitkapacitet och relaterade tjänster till såväl broadcasters och andra medieföretag, som till regeringar och militära organisationer. SES satelliter sänder i en rad olika format, från radio till HDTV i MPEG-2 och MPEG-4. SES har varit en av huvudaktörerna när det gäller utvecklingen av DTH och kabel-TV i Europa och USA.
I Europa har SES varit föregångare när det gäller introduktionen av HDTV och bidragit till att definiera HDTV-standarder genom specifikationen och märkningen ”HD ready”. SES har även tagit sig in på 3DTV-området genom att på senare tid lansera ett antal 3DTV-kanaler.
Ultra HD är nästa stora steg för att kunna göra väsentlig skillnad inom broadcastingområdet och SES sänder sedan 2013 en Ultra HD demokanal via satellit. 
Genom SES kan regeringar och institutioner placera nyttolaster på satelliterna. Till exempel har SES en nyttolast för EGNOS räkning (European Geostationary Navigation Overlay System) – en kompletterande utrustning för att förbättra noggrannheten i det europeiska navigationssystemet Galileo. 

## Historia

### De första åren
SES grundades 1985 på initiativ och med stöd av Luxemburgs regering under namnet Société Européenne des Satellites (SES). Man sökte då privata investerare och en av de första var Jan Stenbeck och Kinnevik. Staten Luxemburg är fortfarande en av de större delägarna. 1988 lanserade SES som Europas första privatägda satellitoperatör sin första satellit – Astra 1A – på positionen 19,2° öst. Några av Astras första större kunder var Rupert Murdochs Sky TV samt de tyska TV-stationerna Pro7, Sat.1 och RTL.
1990 hade Astra 14 miljoner tittare inom kabel- och DTH. SES var först med så kallad ”co-location” (samlokalisering). Det innebär att flera satelliter delar position, vilket gör det möjligt för satelliterna att fungera som backup för varandra och öka antalet kanaler som kan tas emot via en och samma fasta parabol. Astras position 19,2° öst har delats av upp till åtta satelliter samtidigt, vilket har bidragit till att stärka Astras rykte när det gäller tillförlitlighet.
En snabb tillväxt i Tyskland, som med tiden blev Astras största europeiska marknad, påskyndades 1991 av ett tyskt regeringsbeslut som underlättade installation av parabolantenner. Vid den här tidpunkten blev SES det ledande satellitsystemet för DTH-sändningar och världens största plattform för satellitbaserad TV-distribution.
Efter att ha skjutit upp Astra 1E år 1996 blev SES först med digitala satellitsändningar genom den franska TV-kanalen Canal+. 1998 togs satelliten Astra 2A i bruk för den brittiska marknaden på den nya positionen 28,2° öst. Alla TV-kanaler och tillhörande tjänster för Storbritannien och Irland flyttades nu till denna position. Samma år började SES-aktien handlas offentligt på Luxemburg-börsen under börssymbolen SESG. 2005 listades SES även på Euronext i Paris.

### Global tillväxt
1999 påbörjade SES en ambitiös expansion utanför sin europeiska hemmamarknad. Den geografiska expansionen skedde parallellt med en diversifiering av tjänsteutbudet, som förutom TV-sändningar kom att omfatta telekomtjänster avsedda för näringslivet, telekombolag och regeringskunder, samt bredbandsuppkopplingar och tekniska konsulttjänster.
1999 förvärvade SES 34,13 % andel i den Hong Kong-baserade satellitoperatören AsiaSat och fick därigenom fotfäste på marknaderna i Asien och Stilla havs-regionen Ett år senare förvärvade SES 50 % av det skandinaviska broadcasting-företaget Nordiska Satellit AB (NSAB), som då ägde tre satelliter: Sirius W, Sirius 2 och Sirius 3. Senare bytte Nordiska Satellit AB namn till SES Sirius AB, vilket stärkte SES täckning i Nord- och Östeuropa. Samma år blev SES delägare i den brasilianska satellitoperatören Star One med en ägarandel på 19,99 % och påbörjade härigenom sin etablering i Latinamerika.
2001 köpte SES 28,75 % av argentinska Nahuelsat och förvärvade GE Americom, vilket gav en stark närvaro på den viktiga nordamerikanska marknaden. Detta resulterade i bildandet av SES Global – en organisation med två verksamma företag: SES Astra och SES Americom. Sammantaget innebar detta att SES år 2001 hade världens största flotta bestående av 41 geostationära satelliter.
Ytterligare förvärv följde: 2003 ökade SES sin andel i NSAB till 75 % och 2005 förvärvades andelar i den kanadensiska satellitoperatören Ciel respektive mexikanska QuetzSat. Däremot avyttrades Nahuelsat.
2005 köpte SES tjänsteleverantören Digital Playout Centre Gmbh (senare Astra Platform Services, idag SES Platform Services). och 2006 förvärvades även ND SatCom, en tysk leverantör av tjänster riktade mot regeringar, Härigenom skapades en tjänsteportfölj som innehöll betydligt mer än bara leverans av satellittjänster.
Under 2006 förvärvade SES även New Skies Satellites, som senare fick namnet SES New Skies. Affären innebar ett tillskott på sex satelliter och bättre täckning i Asien, Mellanöstern och Afrika.
2007 gjorde sig SES av med sina innehav i AsiaSat och Star One genom en komplex affär med General Electric, där General Electric även avyttrade sitt ägande i SES.
2008 ökade SES sitt innehav i SES Sirius till 90 %  och slog i september 2009 samman sina två internationellt verksamma enheter – SES Americom och SES New Skies – till en helhet under varumärket SES World Skies.
2009 kungjorde SES och den Mellanöstern-baserade satellitoperatören Yahsat bildandet av ett gemensamt företag – YahLive – för att kommersialisera 23 st Ku-band-transpondrar ombord på satelliten Yahsat 1A för att därigenom kunna leverera DTH-tjänster i Mellanöstern, Nordafrika och sydvästra Asien. Under 2009 meddelade SES också att de investerat i O3b Networks – ett projekt som syftar till att bygga upp en konstellation av MEO-satelliter (Medium Earth Orbit) som kan leverera bredband med hög överföringshastighet till världens tillväxtregioner (”the other 3 billion”).
2010 utökade SES sin andel i SES Sirius AB (som senare bytte namn till SES Astra AB) till 100 % samt fullbordade sitt köp av satelliten Protostar-2, som döptes om till SES-7 och integrerades i SES flotta för att täcka Indien och sydöstra Asien.

### Senare händelser
I maj och september 2011 omorganiserades SES och försågs med ett nytt varumärke i syfte att effektivisera hela företagets verksamhet under en och samma ledning och under ett gemensamt varumärke (SES). Åtgärderna omfattade företagets två tidigare verksamma enheter, SES Astra och SES World Skies.
I augusti 2011 sköts satelliten Astra 1N upp till position Astra 28,2° öst och i september samma år sköts QuetzSat 1 upp till position 77° väst.
I februari 2012 blev SES-4 efter en lyckad uppskjutning SES 50:e satellit – den största, tyngsta och mest kraftfulla i flottan dittills.
I juli 2012 sköts den 51:a SES-satelliten – SES-5 – upp från raketbasen Baikonur i Kazakstan. Den placerades i position 5° öst och har 36 st Ku-bandstranspondrar som täcker Afrika söder om Sahara samt Norden och Baltikum. SES-5 har även 28 C-bandstranspondrar som täcker Europa, Afrika och Mellanöstern.